# 領角鴞
领角鸮（学名：Otus lettia），角鴞屬的其中一種。领角鸮以前被認為是現在被分離為印度领角鸮（Otus bakkamoena）的亞種。

## 分布地域
領角鴞分布於印度北部、巴基斯坦北部、孟加拉和喜馬拉雅山東部至中國南部。部分具有遷徙性，冬季在印度，斯里蘭卡和馬來西亞越冬。
領角鴞棲息在1,200公尺以下低海拔的闊葉林中，是臺灣海拔分布最低，且生活環境最接近人類的鴟鴞科鳥類，是典型的鄉土鳥種。然而在非繁殖期，可在更高的山區發現其蹤跡。領角鴞相當能適應人類改變過的環境，在果園、檳榔園都有繁殖記錄，甚至於在市區內樹木較多的公園、校園都偶有出現記錄，是臺灣唯一能在都市內見到的貓頭鷹。在國家公園則能在陽明山國家公園、雪霸國家公園、太魯閣國家公園、玉山國家公園、墾丁國家公園等處發現。

## 特征
身长23cm~25cm，是一種小型夜行性 猛禽，雖然是角鴞屬中體型最大的。與角鴞屬其他鳥類類似，具小型耳羽簇。上体偏灰或沙褐，視個別亞種差異，有淺黃色的雜紋或斑塊；下体淺黄色，夾雜深色細條紋。面部呈白色或淺黃色，眼睛呈橙色或棕色。雌雄外型無明顯差異。飛行起伏明顯。

## 食物
夜行性，以昆蟲及小型哺乳類、爬蟲類為食。

## 繁殖
领角鸮是森林和其他樹木繁茂的地區常見的繁殖鳥類。築巢在樹洞裡，每次產3至5個蛋。

## 腳註
1. ↑  . The IUCN Red List of Threatened Species 2016.   [2016-07-16].
2. 1 2 3 4  . Catalogue of Life: 31st July 2018.   [2018-08-09]. （原始内容存档于2018-08-09）.